# Kurt Gruber

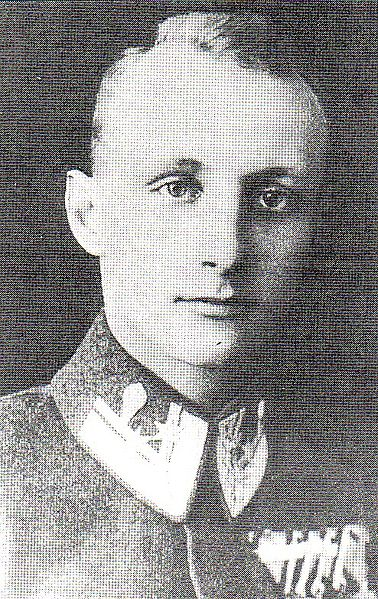
Kurt Gruber met zijn medailles

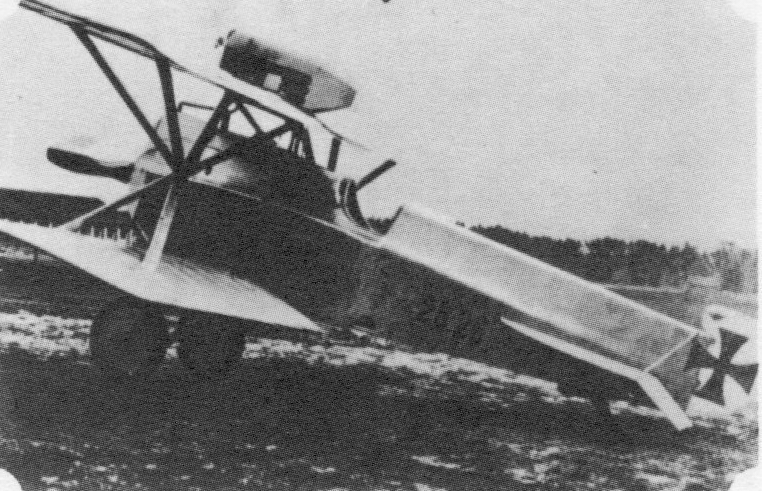
Een Hansa-Brandenburg D.I

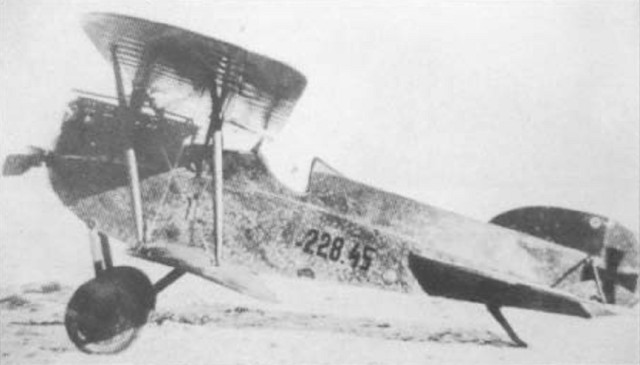
Een Phönix D.I

Kurt Gruber (Linz, 1896 - 4 april 1918) was een piloot in de Oostenrijks-Hongaarse luchtmacht en was een van de meest succesvolle gevechtspiloten van de Eerste Wereldoorlog.
Gruber droeg viermaal de Gouden Medaille voor Dapperheid, tweemaal de Grote Zilveren Medaille voor Dapperheid, tweemaal de Kleine Zilveren Medaille voor Dapperheid en ook de Bronzen Medaille voor Dapperheid. Hij droeg ook de Veldpilotenonderscheiding.
De jonge piloot steeg enige malen met zijn vliegtuig, wanneer dat het enige beschikbare vliegtuig was, op om in strijd met de regels van de tactiek een overmacht in de lucht aan te vallen en het vliegveld te verdedigen. Op 4 april 1918 schoot Kurt Gruber nog twee vijandelijke vliegtuigen neer voordat hij in het luchtgevecht zelf de dood vond.
De 5. Unteroffizierslehrgang 1997 van het Oostenrijkse leger in Emms noemt zich naar Offiziersstellvertreter Kurt Gruber.

## Loopbaan
Kurt Gruber was zoon van de burgemeester van Linz en studeerde werktuigbouw in Sachsen-Altenburg in Duitsland. Aan het begin van de oorlog werd hij gemobiliseerd in het Oostenrijks-Hongaarse leger waar hij diende in de rang van een plaatsvervangend officier (Duits: Offiziersstellvertreter). Vanwege zijn uitgebreide technische kennis werd hij al snel overgeplaatst naar het Vliegercorps waar hij werd opgeleid tot piloot. Gruber werd in augustus 1915 ingedeeld bij de Erste Fliegerkompanie, de "Flik 1" onder het commando van kapitein Otto Jindra. Kurt Gruber benadrukte dat vlieger en waarnemer steeds als team moesten werken en gelijkwaardig moesten zijn. In september 1915 werd hij bevorderd tot Zugführer of sergeant van zijn peloton. In die maand won hij ook zijn eerste zilveren Medaille voor Dapperheid.
Kurt Gruber schoot op 14 april, 2 mei en 6 juni 1916 samen met zijn boordschutter Godwin of Gottfried Brumowski drie vijandelijke vliegtuigen neer.
In augustus van 1916 werd hij bevorderd tot Stabsfeldwebel of sergeant-majoor. Vanaf december 1916 vloog Gruber vijf maanden lang als testpiloot voor het arsenaal in Wenen-Neustadt. In mei 1917 werd hij overgeplaatst naar de elite van de Oostenrijkse luchtmacht, het Flik 41. Op 21 mei 1917 raakte hij ernstig gewond tijdens een vlucht in zijn Hansa-Brandenburg DI. Gruber kon vanwege zijn verwondingen tot september 1917 niet vliegen. Op 29 september 1917 schoot Kurt Gruber voor de vierde maal een vijandelijk vliegtuig neer. Op drie oktober 1917 viel hij met succes een luchtballon met Italiaanse waarnemers boven het front aan.
Op 23 december 1917 werd Gruber overgeplaatst naar Flik 60J onder commando van Frank Linke-Crawford. De Flik 60J werd uitgerust met moderne Phönix D.I-vliegtuigen. Tussen 10 januari en 4 april 1918 schoot Gruber nog zes vijandelijke vliegtuigen van de Italiaanse luchtmacht neer. Op 4 april vocht hij in een luchtgevecht met door Italianen gevlogen Sopwith Camels van het 66e Squadron, waarin hij kort na zijn laatste overwinning zelf werd doodgeschoten.

## De neergeschoten vliegtuigen en de verkenningsballon
Kurt Gruber schoot meerdere vijandelijke vliegtuigen en een waarnemingsballon neer. De hierondergenoemde resultaten werden door de Oostenrijkse legerleiding officieel erkend.
- Op 14 maart 1916, als piloot bij het squadron Flik 1, een Albatros B.I in de omgeving van Bojan
- Op 2 mei 1916, als piloot bij het squadron Flik 1, een Albatros B.I in de omgeving van Lysskowcy
- 0p 6 juni 1916, als piloot bij het squadron Flik 1, een Albatros B.I in de omgeving van Dolcok
- Op 29 september 1917, als piloot bij het squadron Flik 41J, een Nieuport-verkenningsvliegtuig in de omgeving van Cormons
- Op 9 oktober 1917, als piloot bij het squadron Flik 41J een waarnemingsballon bij de monding van de Sdobba
- Op 10 januari 1918, als piloot bij het squadron Flik 60J, een Phönix D.I in de omgeving van Valstagna
- Op 10 januari 1918, als piloot bij het squadron Flik 60J, een Phönix D.I Nieuport-verkenner in de omgeving van Valstagna
- Op 27 januari 1918, als piloot bij het squadron Flik 60J, een Phönix D.I Nieuport verkenner in de omgeving van Valstagna
- Op 1 februari 1918, als piloot bij het squadron Flik 60J, een Phönix D.I Nieuport verkenner in de omgeving van Vattaro
- Op 26 februari 1918, als piloot bij het squadron Flik 60J, een Phönix D.I ten noorden van Monte Nuova
- Op 4 april 1918, als piloot bij het squadron Flik 60J, een Phönix D.I in de omgeving van Primolano[4]